# 83ª Brigata d'assalto aereo delle guardie
La 83ª Brigata d'assalto aereo autonoma delle guardie (in russo 83-я отдельная гвардейская десантно-штурмовая бригада?, 83-ja otdel'naja gvardejskaja desantno-šturmovaja brigada, unità militare 71289) è un'unità di fanteria aviotrasportata del VDV con base a Ussurijsk.

## Storia
Il 1º dicembre 1985 a Białogard, sul territorio della Repubblica Popolare di Polonia, venne costituito il 65º Battaglione d'assalto aereo autonomo (unità militare 15555) a partire dal 126º Battaglione ricognizione della 6ª Divisione fucilieri motorizzata. Nel maggio 1986 il battaglione venne espanso, diventando l'83ª Brigata d'assalto aereo (unità militare 54009) dell'esercito sovietico e venendo inquadrata nel Gruppo di Forze del Nord. Nel 1990 la brigata è stata riorganizzata come unità aviotrasportata e trasferita al VDV, venendo inoltre rischierata in Estremo Oriente presso l'attuale sede di Ussurijsk. Il 25 marzo 2015 è stata insignita del titolo di unità delle guardie.

### Guerra russo-ucraina
A partire dal 24 febbraio 2022 la brigata è stata impiegata nell'invasione russa dell'Ucraina, operando in direzione di Cherson. Durante il mese di marzo ha subito pesanti perdite, pari ad oltre 200 morti, fra cui il vice comandante della brigata, tenente colonnello Vitalij Slabcov. Nei mesi successivi l'unità ha continuato a combattere nella parte settentrionale della regione di Cherson. Il 21 maggio è caduto in azione un vice comandante di battaglione, maggiore Vladimir Čilin. All'inizio di settembre la brigata è stata investita dalla controffensiva ucraina, arrivando a perdere il 40% dei propri veicoli e il 30% del personale ad opera della 128ª Brigata d'assalto da montagna, la quale è riuscita ad aggirarne le posizioni all'altezza di Zolota Balka. Durante questi combattimenti sono inoltre rimasti uccisi il vice comandante del 2º Battaglione e il vice comandante della brigata, maggiore German Judin e tenente colonnello Oleg Tašmatov. L'unità è stata quindi costretta a ripiegare verso Dudčany, finché all'inizio di novembre le forze ucraine non hanno riconquistato Cherson e tutte le truppe russe sono state ritirate sulla sponda meridionale del Dnepr.
Durante i primi mesi del 2023 la brigata è rimasta schierata nell'oblast' di Cherson, prima di essere trasferita sul fronte di Bachmut all'inizio di luglio. In particolare è stata rapidamente schierata a difesa di Kliščiїvka in seguito al collasso della 72ª Brigata fucilieri motorizzata. Alla fine di luglio un contrattacco condotto insieme alla 4ª Brigata fucilieri motorizzata è stato respinto dalla 17ª Brigata corazzata ucraina. Durante le settimane successive ha tuttavia subito gravi perdite negli scontri con la 5ª Brigata d'assalto, l'80ª Brigata d'assalto aereo e la Brigata d'assalto "Ljut", dovendo abbandonare i villaggi sul fianco sud di Bachmut insieme alle altre unità russe impegnate nel settore. Il 6 ottobre è stato ucciso in azione un comandante di battaglione della brigata, tenente colonnello Vladimir Mirošničenko. Alla fine di ottobre un contrattacco dell'unità è stato respinto dalla 28ª Brigata meccanizzata ucraina.
Nel giugno 2024 la brigata ha preso parte alla rinnovata offensiva russa nella regione di Charkiv, venendo impiegata nella battaglia di Vovčans'k e subendo pesanti perdite durante i combattimenti urbani, nel corso dei quali un reparto è rimasto circondato all'interno della fabbrica chimica della città dopo averla presa d'assalto. Il 2 luglio il comandante della brigata, colonnello Artёm Gorodilov, è stato arrestato dall'FSB con l'accusa di frode per aver partecipato al furto di materiali militari del valore di 130 milioni di rubli.
Ritirata dalla prima linea a causa delle perdite subite, a novembre l'unità è stata rischierata al fronte nell'oblast' di Kursk per respingere l'offensiva ucraina in territorio russo; alla fine del mese è riuscita insieme ai reparti della 106ª Divisione aviotrasportata a liberare il villaggio di Dar'ino. Il 20 settembre è stato ucciso da un drone ucraino nei pressi di Sudža il vice comandante della brigata, colonnello Evgenij Artёmov. Il 30 novembre un attacco HIMARS ucraino ha colpito le posizioni della brigata, uccidendo almeno 37 soldati fra cui 4 ufficiali. All'inizio di dicembre le truppe ucraine hanno quindi contrattaccato con successo nel settore, respingendo i russi e riconquistando l'insediamento.

## Struttura
- Comando di brigata[27]
- Battaglione paracadutisti
- 1º Battaglione d'assalto aereo
- 2º Battaglione d'assalto aereo
- Battaglione artiglieria campale (D-30)
- Batteria artiglieria missilistica contraerea
- Battaglione ricognizione
- 78ª Compagnia specnaz (unità militare 44224)
- Compagnia genio
- Compagnia comunicazioni
- Compagnia manutenzione
- Compagnia logistica
- Compagnia medica
- Compagnia supporto aereo
- Compagnia cecchini
- Compagnia guerra elettronica
- Compagnia UAV

## Comandanti
- Colonnello Vladimir Borodavkin (1986 - 1990)
- Colonnello Valerij Skobkin (1990 - 1993)
- Colonnello Vladimir Kazancev (1993 - 1995)
- Colonnello Aleksandr Tolmačёv (1995 - 1999)
- Colonnello Aleksandr Ivanov (1999 - 2002)
- Colonnello Jurij Voljaninov (2002 - 2005)
- Colonnello Evgenij Nikiforov (2005 - 2007)
- Colonnello Sergej Gusev (2007 - 2010)
- Colonnello Arutjun Darbinjan (2010 - 2013)
- Colonnello Aleksandr Dembickij (2013 - 2016)
- Colonnello Sergej Maksimov (2016 - 2019)
- Colonnello Roman Železnjakov (2019 - 2021)
- Colonnello Aleksandr Kornev (2021)
- Colonnello Aleksandr Nemoljaev (2021 - maggio 2022)
- Colonnello Andrej Kucan' (maggio 2022 - luglio 2023)
- Colonnello Artёm Gorodilov (luglio 2023 - giugno 2024)
- Colonnello Aleksandr Šipov (giugno 2024 - in carica)